# Chantal (Haití)
Chantal (el mismo nombre tanto en francés como en criollo haitiano) es una comuna de Haití que está situada en el distrito de Los Cayos, del departamento de Sur.

## Secciones
Está formado por las secciones de:
- Fonds Palmiste
- Melonière (que abarca la villa de Chantal)
- Carrefour Canon

## Demografía
| Gráfica de evolución demográfica de Chantal entre 2009 y 2015 |
|                                                               |

Los datos demográficos contemplados en este gráfico de la comuna de Chantal son estimaciones que se han cogido de 2009 a 2015 de la página del Instituto Haitiano de Estadística e Informática (IHSI). 